# 반월동 (화성시)
반월동(半月洞)은 경기도 화성시 동북부에 위치한 행정동이자 법정동명이다.
북쪽으로는 수원시 영통구 망포1동, 망포2동, 남쪽으로는 화성시 동탄신도시(동탄1동, 동탄3동), 서쪽으로는 화성시 진안동, 동쪽으로는 용인시 기흥구 서농동과 맞닿아 있다.

## 지명 유래
이 마을 뒷산에서 내려다보면 집들이 마치 반달처럼 모여 있다고 해서, 마을 이름을 반월이라는 명칭으로 정한 데에서 유래되었다.
반월동이라고 하면 옛 화성군 반월면, 즉 현재의 안산시 상록구 반월동 일대로 오해할 수 있다. 그래서 삼성전자 반도체사업장의 명칭은 안산시의 반월국가산업단지와 혼동되지 않기 위해 반월사업장이 아닌 화성사업장으로 명명되어 있다.

## 역사
- 2006년 1월 2일 : 태안읍의 폐지에 따라 반월리를 반월동으로 바꾸고, 행정동 반월동을 설치하였다.
- 2007년 1월 29일 : 동탄신도시 시범 단지의 조성이 완료됨에 따라 반월동의 일부를 동탄동으로 편입했다.

## 교통
동 영역 안에 전철역은 없다. 가까운 역으로는 분당선 망포역과 진안동에 위치한 수도권 전철 1호선 병점역이 있다.

## 아파트
| 단지명                | 건설사               | 시행사                                    | 주소                    | 입주        | 비고                  |
| --------------------- | -------------------- | ----------------------------------------- | ----------------------- | ----------- | --------------------- |
| 반달마을 푸르지오     | 대우건설             | 제우인터레이트㈜ ㈜깊은샘                 | 영통로26번길 24         | 2007년 7월  |                       |
| 반달마을 두산위브     | 두산건설             | 두산건설                                  | 영통로50번길 27 (1단지) | 2007년 7월  |                       |
| 반달마을 두산위브     | 두산건설             | 두산건설                                  | 영통로50번길 14 (2단지) | 2007년 7월  |                       |
| e편한세상 나노시티    | 삼호㈜ 대림산업      | ㈜한국자산신탁                            | 효행로 1337-23          | 2017년 2월  |                       |
| 신동탄 롯데캐슬       | 롯데건설             | 엘티제1호뉴스테이위탁관리부동산투자회사㈜ | 효행로 1338-44          | 2018년 5월  |                       |
| 나노시티역 롯데캐슬   | 롯데건설             | ㈜포유젠                                  | 효행로 1337-26          | 2022년 11월 |                       |
| 반월자이 더 파크      | 지에스건설㈜         | 지에스건설㈜                              | 동탄지성로 394          | 2016년 4월  |                       |
| 신동탄 포레자이       | 지에스건설㈜         | 하나자산신탁㈜ ㈜신유                     | 영통로60번길 31         | 2023년 2월  |                       |
| 행림마을 래미안 2단지 | 삼성물산㈜ 건설부문  | 엘디건설㈜                                | 동탄지성로 334          | 2004년 4월  | 1단지는 기산동에 위치 |
| 신동탄 SK VIEW PARK   | 에스케이에코플랜트㈜ | ㈜코람코자산신탁                          |                         | 2015년 2월  |                       |
| 신영통 현대타운 3단지 | 현대산업개발         | 현대산업개발                              |                         | 2001년 6월  |                       |
| 신영통 현대타운 1단지 | 고려산업개발㈜       | 고려산업개발㈜                            | 영통로61번길 10         | 2001년 10월 |                       |
| 신영통 현대타운 2단지 | 고려산업개발㈜       | 고려산업개발㈜                            | 영통로27번길 53         | 2002년 3월  |                       |
| 신영통 현대타운 4단지 | 고려산업개발㈜       | 고려산업개발㈜                            | 영통로27번길 20         | 2002년 3월  |                       |